# ماهر النعيمي
ماهر إسماعيل الرحمون النعيمي (مواليد 15 أيار 1976) هو ضابط سابق برتبة رائد مظلي في الحرس الجمهوري السوري.

## النشأة والتعليم
ولد الرائد ماهر النعيمي في قرية معرزاف التابعة لمنطقة محردة في محافظة حماة. تخرج من كلية الحقوق بجامعة دمشق.

## مسيرته العسكرية والانشقاق
أعلن ماهر النعيمي انشقاقه عن الجيش السوري في 21 أيلول 2011، وانضم فوراً إلى "لواء الضباط الأحرار"، ليصبح لاحقًا الناطق الرسمي باسم الجيش السوري الحر. في سبتمبر 2011، أسس "كتيبة معاوية بن أبي سفيان" في دمشق، ثم انتقل للعمل في الشمال حيث ساهم في تأسيس ألوية وكتائب أحفاد الرسول.

## الأدوار القيادية
لعب النعيمي دوراً بارزاً في تأسيس عدة مجالس عسكرية للجيش الحر، من بينها المجلس العسكري المؤقت الذي أسسه مع العقيد رياض الأسعد وعدد من الضباط المنشقين في 14 تشرين الثاني 2011. وفي 6 شباط 2012، انضم إلى المجلس العسكري الثوري الأعلى بقيادة العميد مصطفى الشيخ، وأصبح ناطقاً رسمياً باسمه. كما ساهم في تشكيل القيادة المشتركة للمجالس العسكرية الثورية في سوريا في 28 أيلول 2012، حيث شغل منصب رئيس مكتب التنسيق والارتباط، وبرز في عدة فيديوهات بثتها وسائل الإعلام.
يُعتبر ماهر النعيمي من مؤسسي المجالس العسكرية التابعة للجيش السوري الحر، وبرز كنائب ناطق رسمي باسم المجلس العسكري الثوري الأعلى بقيادة العميد مصطفى الشيخ.